# Gotthold Ephraim Lessing
Gotthold Ephraim Lessing (Kamenz, Sajonia; 22 de enero de 1729-Brunswick, 15 de febrero de 1781) fue un escritor y crítico del arte alemán de la Ilustración alemana.
Con sus dramas y sus escritos teóricos, que apuestan principalmente por la idea de tolerancia, este ilustrador abrió el camino para el desarrollo posterior del teatro y tuvo una influencia duradera en el impacto público de la literatura. Lessing es el primer dramaturgo alemán cuya obra se representa continuamente en los teatros hasta el día de hoy.

## Biografía
Lessing, hijo de un pastor y redactor de obras teológicas, creció en Kamenz. Después de iniciar en 1737 su formación en el colegio del pueblo y seguirla desde 1741 en la academia Santa Afra de Meissen, comenzó en 1746 a estudiar teología y medicina en Leipzig, que finalizó en 1748. De 1748 a 1760, vivió en Leipzig y en Berlín, donde trabajó como crítico y redactor, entre otras publicaciones, del periódico Vossische Zeitung. En 1752 obtuvo el título académico de Magister (equivalente a la licenciatura actual), en Wittenberg, y publica su primera colección de poesías (Kleinigkeiten).
De 1760 a 1765 fue secretario del general Friedrich Bogislav, conde de Tauentzien. En 1765 retornó a Berlín, desde donde se trasladó a Hamburgo en 1767 para trabajar como dramaturgo y consejero del Deutsches Nationaltheater (Teatro Nacional Alemán). Allí es donde conoció a Eva König, con quien se casaría años después.
En 1770 fue nombrado bibliotecario en la Herzog-August-Bibliothek (Biblioteca del Duque Augusto), en Wolfenbüttel, y al año siguiente comienza su noviazgo con Eva. No obstante, su trabajo se vio interrumpido en múltiples ocasiones debido a varios viajes a Berlín, Dresde y Viena.
En 1771 le fue denegado el ingreso en la logia «Absalón» de Hamburgo, pero a los pocos días la logia rival «Las tres rosas» lo admitía en su seno. En 1775, junto con el príncipe Leopoldo, visitó Italia; en Roma, su intento de besar el pie del papa Pío VI según el protocolo fue rechazado por este último.
En 1776 contrajo matrimonio con Eva König, quien había enviudado en 1768, en Jork (cerca de Hamburgo). Eva murió en 1778, después del nacimiento de un hijo que tampoco logró sobrevivir. El 15 de febrero de 1781 murió Lessing, mientras visitaba al mercader de vinos Angott en Brunswick.

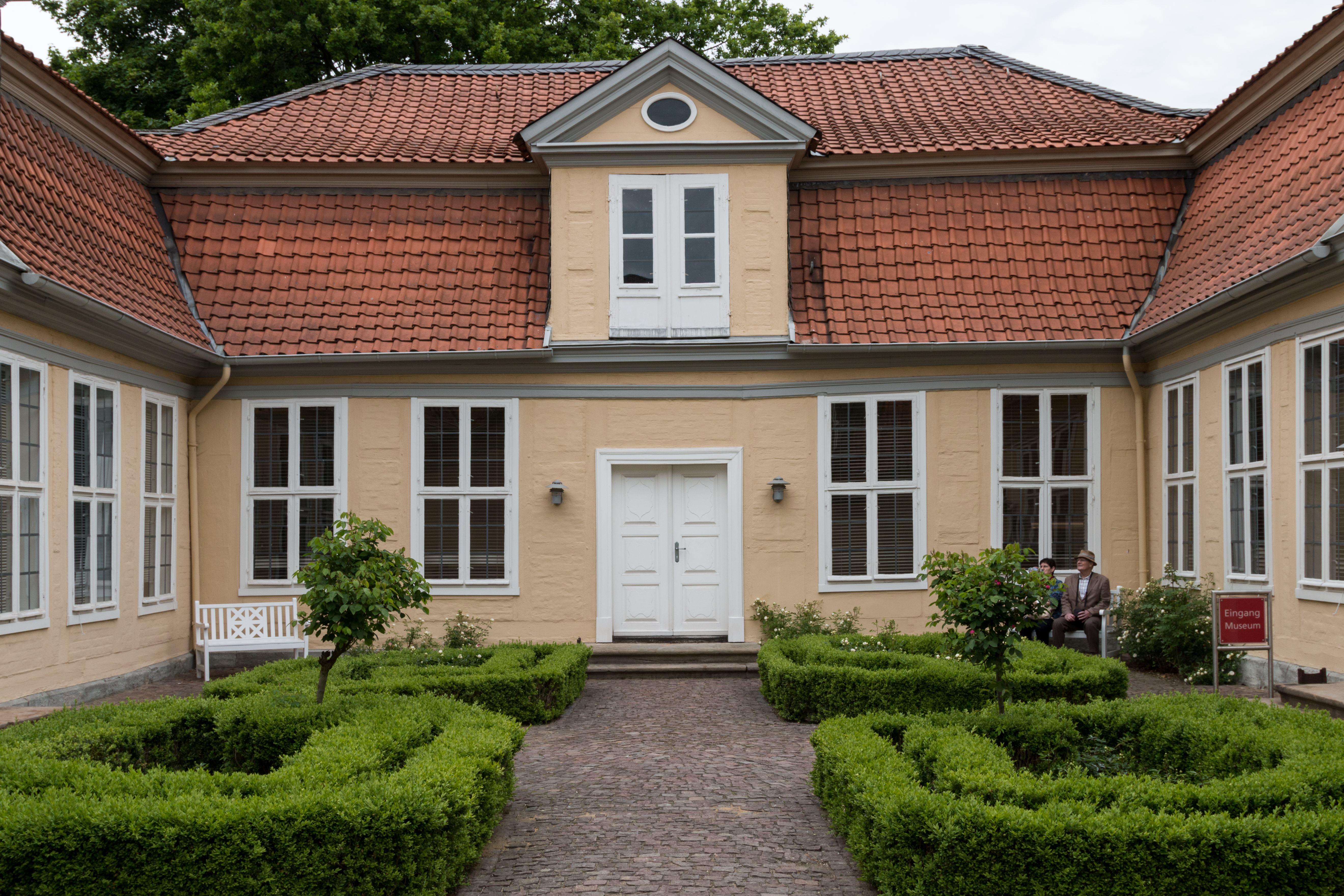
La casa de Lessing. Fue construida en 1738 como casa cortesana con tres alas y pabellones en las esquinas al estilo de un castillo francés. Desde 1777 hasta 1781 fue la residencia de Gotthold Ephraim Lessing, el bibliotecario ducal. El edificio forma parte en la actualidad de la Herzog August Bibliothek desde 1968. Muestra una exposición sobre la vida y obra de Gotthold Ephraim Lessing y alberga viviendas para los becarios de la biblioteca.

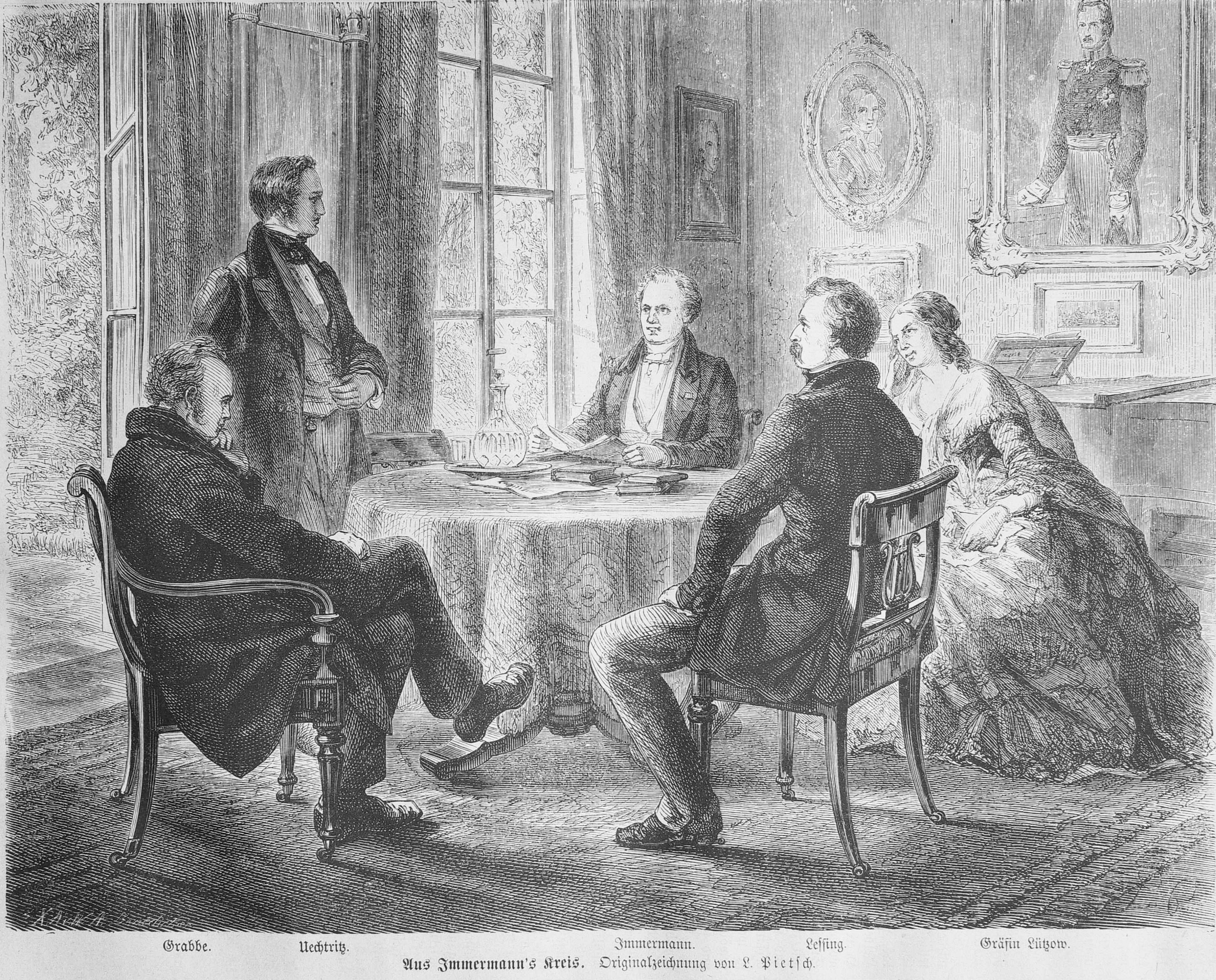
En el salón de Elisa von Ahlefeldt. (De izquierda a derecha) Christian Dietrich Grabbe, con Friedrich von Uechtritz, Carl Leberecht Immermann, Gotthold Ephraim Lessing y Elisa von Ahlefeldt. Diario Belvédère (1868).

## Obra
Lessing fue un escritor (que, de hecho, consideraba superior el arte de la poesía al de la pintura, al incorporar el concepto de tiempo), pensador y crítico literario interesado en muchos temas. Fue uno de los representantes más sobresalientes de la ilustración alemana, y se convirtió en el pionero intelectual de la nueva autoconfianza de la burguesía. El estilo irónico y polemizante fue la característica de sus escritos teóricos y críticos. En este sentido, su peculiar empleo del diálogo le ayudó a observar cada cosa desde varios puntos de vista e incluso a buscar trazas de verdad en los argumentos de su adversario. Nunca consideró que la verdad fuera algo estático, que alguien pudiera poseer, sino que entendió la búsqueda de la verdad como un proceso de acercamiento.[cita requerida]
Debido a su estilo crítico y polémico, muy pronto dirigió su interés hacia el teatro. En sus ensayos teóricos y críticos relativos a este tema, en particular Dramaturgia de Hamburgo, una colección de 104 artículos críticos, atacó la dramaturgia francesa, y en sus propios trabajos como autor intentó contribuir al desarrollo de un nuevo teatro burgués en Alemania. Se opuso a la teoría literaria de Gottsched y de sus discípulos, la generalmente aceptada en sus tiempos. Criticó particularmente la simple imitación de los dramaturgos franceses, y abogó por el regreso a los principios clásicos de Aristóteles, así como por el acercamiento a la obra de William Shakespeare. Fue precisamente Lessing quien inició la entrada de Shakespeare en Alemania, trabajando con varias compañías teatrales.[cita requerida]
Hasta 1769, intentó, junto con otros, crear un teatro nacional alemán en Hamburgo. Hoy en día, se admite que sus trabajos fueron prototipos de la dramaturgia burguesa alemana que se desarrolló más tarde. Miss Sara Sampson y Emilia Galotti se consideran las primeras tragedias burguesas; Minna von Barnhelm, el modelo para muchas comedias clásicas alemanas, y Nathan el Sabio (en alemán, Nathan der Weise), el primer drama ideológico. Sus obras teóricas Laocoonte y Dramaturgia de Hamburgo (Hamburgische Dramaturgie) siguen siendo la vara de medir para la discusión de los principios estéticos y teóricos de la literatura.[cita requerida]
En sus trabajos religioso-filosóficos, defendió la libertad de pensamiento de los cristianos creyentes. Argumentó en contra de basar la creencia en revelaciones y fue contrario a entender la Biblia al pie de la letra, como defendía la predominante opinión ortodoxa. Siendo "hijo" de la Ilustración, confió en un "cristianismo de la razón", que se orientaría en el espíritu de la religión. Creía que la razón humana - impulsada por la crítica y contradicción - evolucionaría también sin revelaciones divinas. Con el fin de iniciar una discusión pública contra la ortodoxa "fidelidad a la letra", publicó entre 1774 y 1778 siete Fragmentos de un innombrado (Fragmente eines Ungenannten), escritos por Hermann Samuel Reimarus, fallecido en 1774, lo que llevó a la llamada Controversia de los Fragmentos (en alemán, Fragmentenstreit). Su adversario principal en esta controversia fue el pastor principal de Hamburgo, Johann Melchior Goeze, contra quien Lessing redactó, entre otros, once escritos llamados Anti-Goeze.
Además, en numerosos enfrentamientos con los representantes de la opinión ortodoxa tomó partido por la tolerancia frente a las demás religiones del mundo. Cuando se le prohibió publicar más ensayos teóricos, Lessing expresó este posicionamiento en su drama Nathan el sabio. En La educación de la humanidad (Die Erziehung des Menschengeschlechts), expuso su opinión de manera coherente.[cita requerida]
El concepto de la libertad (del teatro frente al dominio del modelo francés y de la religión frente al dogma eclesiástico) fue el hilo conductor de su obra. Consecuentemente, se comprometió con la liberación de la burguesía de la tutela de la nobleza. Asimismo, siempre se esforzó por la independencia de su propia existencia literaria. No obstante, difícilmente pudo imponer su ideal de la posibilidad de una vida siendo escritor libre frente a las presiones económicas. Así, fracasó en Hamburgo su proyecto de una editorial autogestionada por los autores, que intentó realizar junto con C. J. Bode, y que llevaba por lema «vivir y dejar vivir».

## El sueño del teatro

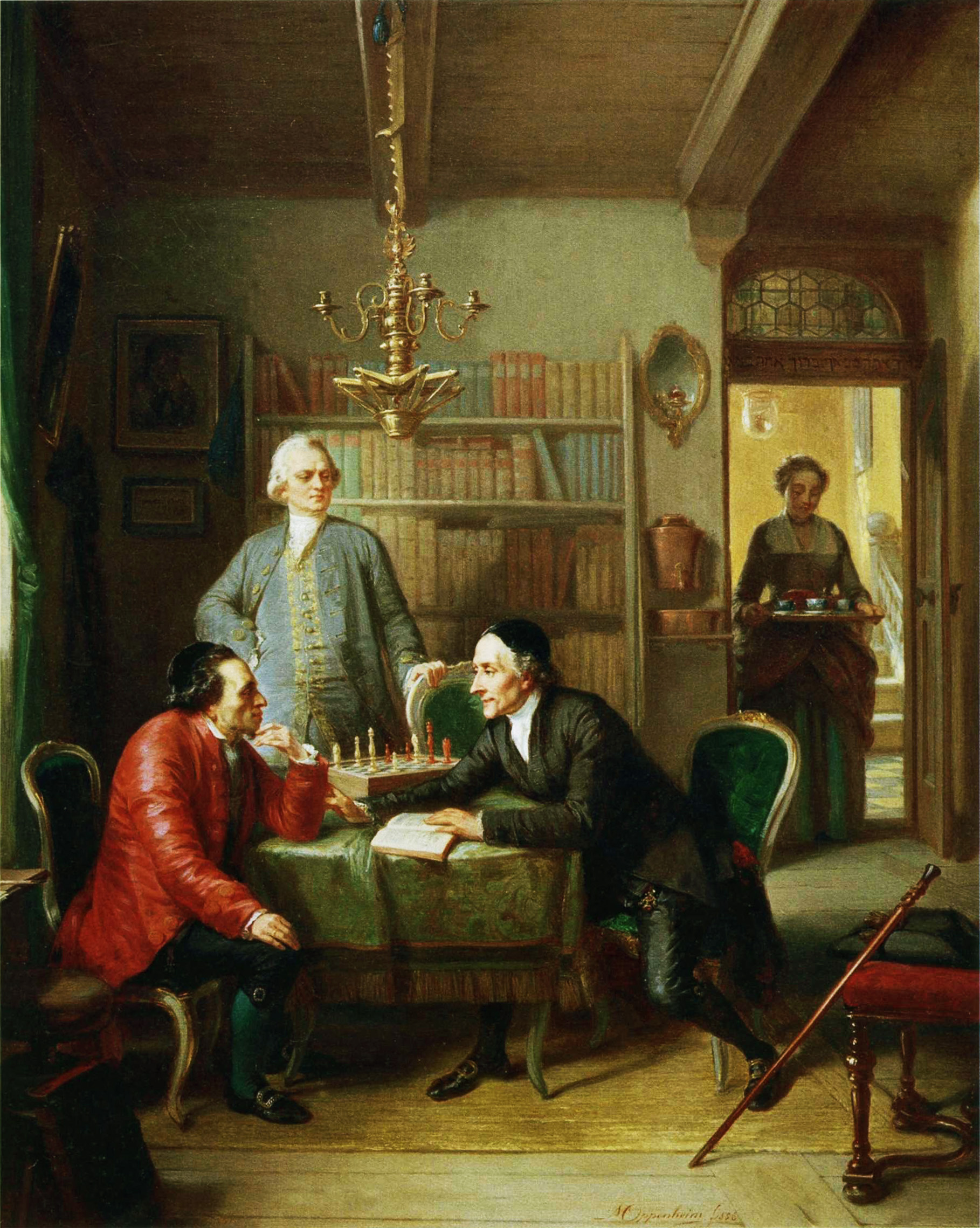
Pintura en la que aparecen: a la derecha, Johann Kaspar Lavater, un teólogo suizo que intentó convertir a Moisés Mendelssohn al cristianismo. Detrás de los dos, Gotthold Ephraim Lessing cerca de un tablero de ajedrez, su juego favorito. Obra de Moritz Daniel Oppenheim (1800–1882).

En sus escritos teóricos y críticos sobre teatro y en sus propias obras dramáticas, intentó contribuir al desarrollo de un nuevo teatro burgués en Alemania. Se volvió contra la teoría literaria predominante de Gottsched y sus alumnos Sobre todo, criticó la mera imitación de los modelos franceses y enfrentó a Shakespeare con Corneille y Racine (ver carta literaria número 17). Fue Lessing quien fundó la recepción de Shakespeare en Alemania. En sus escritos trágico-poéticos (correspondencia sobre la tragedia, Dramaturgia de Hamburgo) abogó por un retorno a los principios clásicos de la Poética de Aristóteles, pero modificó la doctrina aristotélica de los afectos trágicos de la piedad y el miedo (eleos y phobos) utilizando la piedad declarada, ser el afecto trágico decisivo. En sus propias tragedias se inspiró en la tragedia ática, en particular en el motivo del engaño, que provoca la caída de sus trágicas heroínas (Sara Sampson, Emilia Galotti) y su héroe trágico (Filotas).  Trabajó con varios grupos de teatro (por ejemplo, con Friederike Caroline Neuber ).
Sus obras nos parecen hoy los prototipos del drama burgués alemán que se desarrolló más tarde. La señorita Sara Sampson es considerada la primera tragedia civil en lengua alemana, Minna von Barnhelm como modelo para muchas comedias clásicas alemanas y Natán el Sabio como el primer drama ideológico de ideas. Sus escritos teóricos Laocoonte ("Laocoonte: un ensayo sobre los límites de la pintura y la poesía") y Hamburgische Dramaturgie establecieron estándares para la discusión de principios teóricos estéticos y literarios. En su búsqueda de un teatro burgués de lengua alemana, Lessing estuvo fuertemente influenciado por la influencia intelectual del enciclopedista y filósofo francés Denis Diderot. En su Le Fils natural ou les Épreuves de la vertu, comédie suivie des Entretiens sur le Fils natural (1757) vio brevemente Fils natural, que tradujo al alemán (“El hijo natural, o las muestras de la virtud, un modelo a seguir”) un modelo literario para su Nathan el Sabio (1779). Lessing apreció la reforma teatral de Diderot, especialmente por la abolición de la cláusula de herencia, la abolición del heroísmo de los personajes dramáticos y el uso del lenguaje prosaico en el drama.

## Sus obras

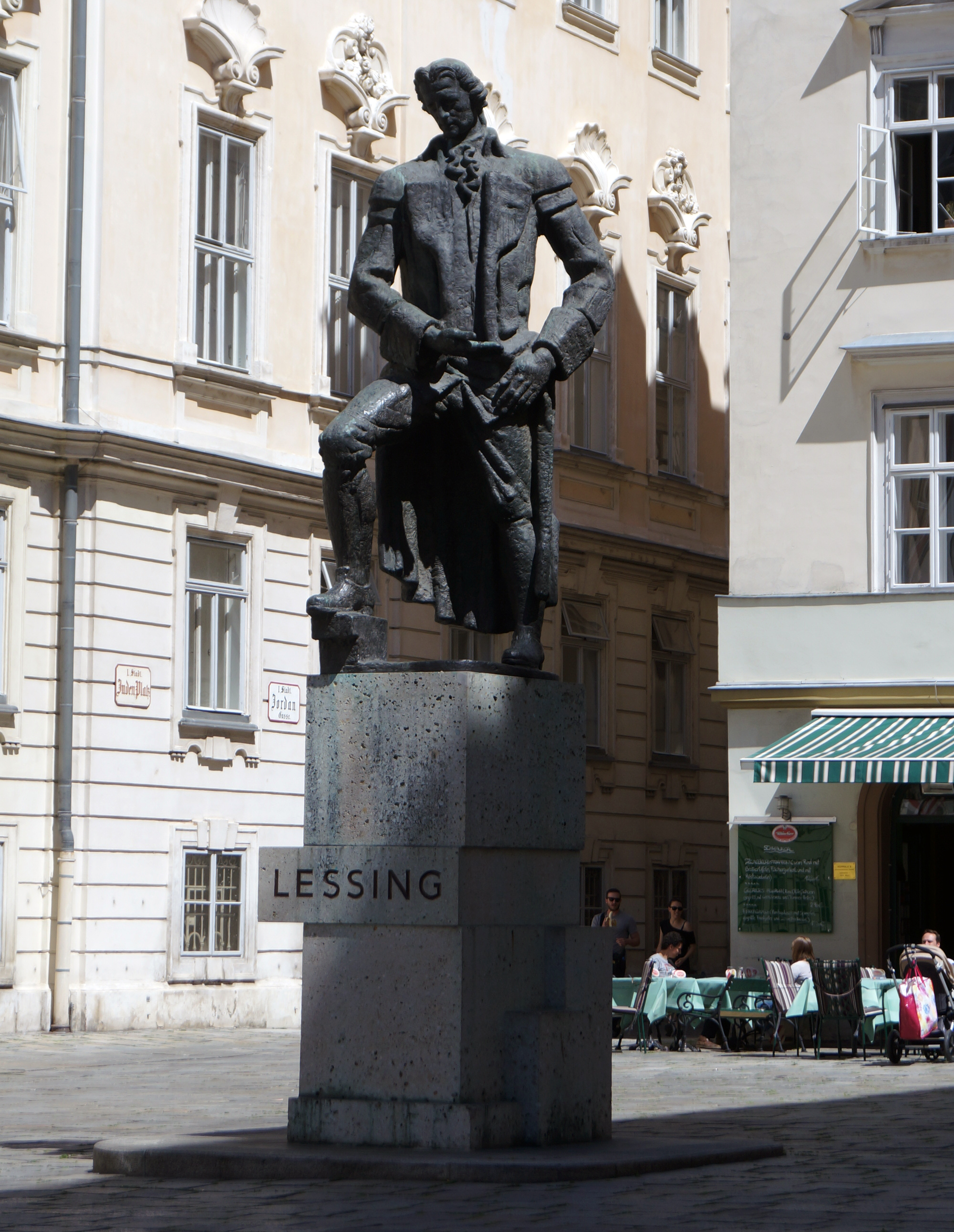
Estatua de Lessing obra de Siegfried Charoux (1896-1967), en la Judenplatz en Viena.

### Poesía
- Los tres reinos de la naturaleza [Edición 1747]
- Pequeñas cosas (primera impresión 1751)
- Canciones [Edición 1771]
- Odas [Edición 1771]
- Epigramas [Edición 1771]

### Fábulas
- Fábulas e historias [Edición 1772]
- Fábulas. Drey Bücher [Edición 1759 ]

### Dramas
- Damon, o la verdadera amistad (comedia), 1747
- El joven erudito (comedia), 1747
- La vieja criada (comedia), escrita en 1748
- El misógino (comedia), escrita en 1748
- El espíritu libre (comedia), 1749
- Los judíos (comedia), 1749
- El tesoro (comedia), 1750
- Miss Sara Sampson (tragedia), 1755
- Philotas (tragedia), 1759
- Minna von Barnhelm (comedia), 1767
- Emilia Galotti (tragedia), 1772
- Nathan el sabio (poema dramático), 1779

### Escritos filosóficos y teatrales (selección)

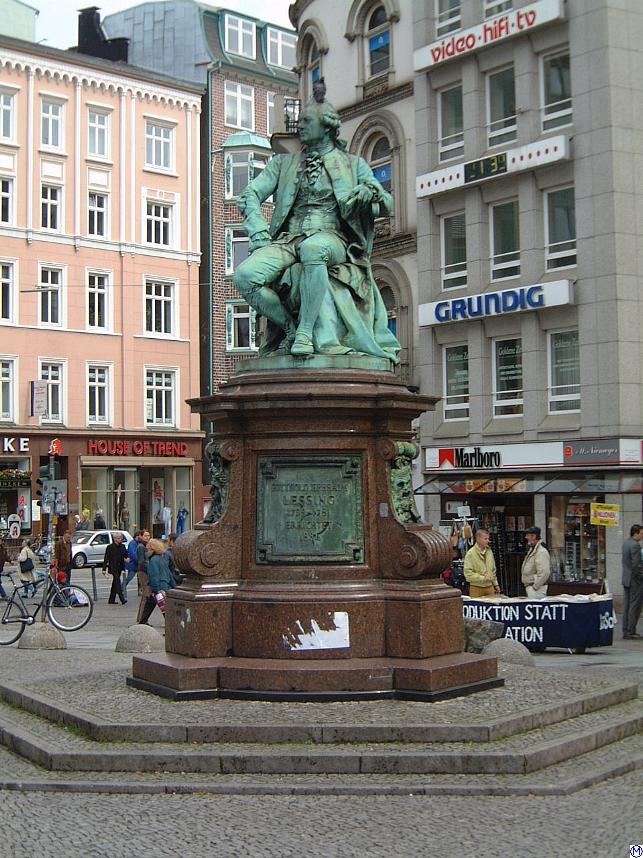
Estatua de Lessing en Hamburgo, obra de Fritz Schaper.

- Pensamientos sobre los de Herrnhutter (1750)[14]
- El cristianismo racional (1751-1753, publicado póstumamente)[14]
- ¿Pope, un metafísico? (1755)[14]
- Sobre el origen de la religión revelada (c. 1763-1764)[14]
- Sobre la realidad de las cosas fuera de Dios (1763, publicado póstumamente)[14]
- Es por medio de Spinoza como dio Leibniz con la pista de la armonía preestablecida (1763, publicado póstumamente)[14]
- Una parábola, con un pequeño ruego y una eventual despedida (1777)[14]
- Axiomata, si los hay en estas cosas (1778)[14]
- Anti-Goeze (Serie de once polémicas teológicas, 1778)[7]
- Ernst y Falk. Diálogos para francmasones (cinco diálogos sobre la masonería, 1778)[14]
- Sobre la posibilidad de que un día tenga el hombre más de cinco sentidos (1780)[14]
- Diálogo sobre los soldados y los monjes (1777-80, publicado póstumamente)[14]
- La religión de Cristo (1780, publicado póstumamente)[14]
- La educación del género humano (principal ensayo religioso de Lessing en defensa de la religión natural, 1780)[14]
- F. H. Jacobi sobre sus conversaciones con Lessing (1780, publicado en 1785)[14]
- Una réplica (1778)[15]